# HC České Budějovice

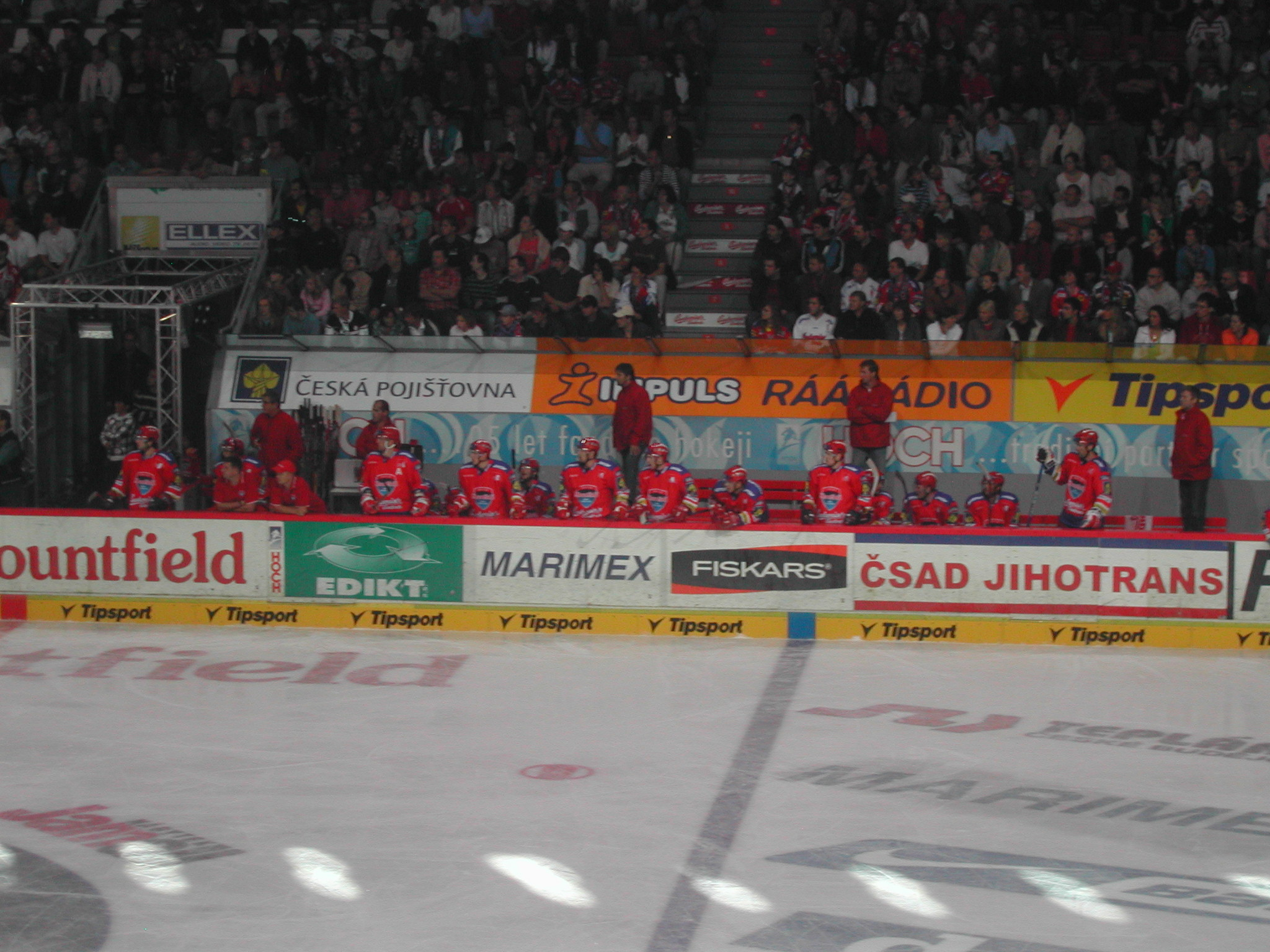
Laget vid en hemmamatch mot HC Lasselsberger Plzeň 2007.

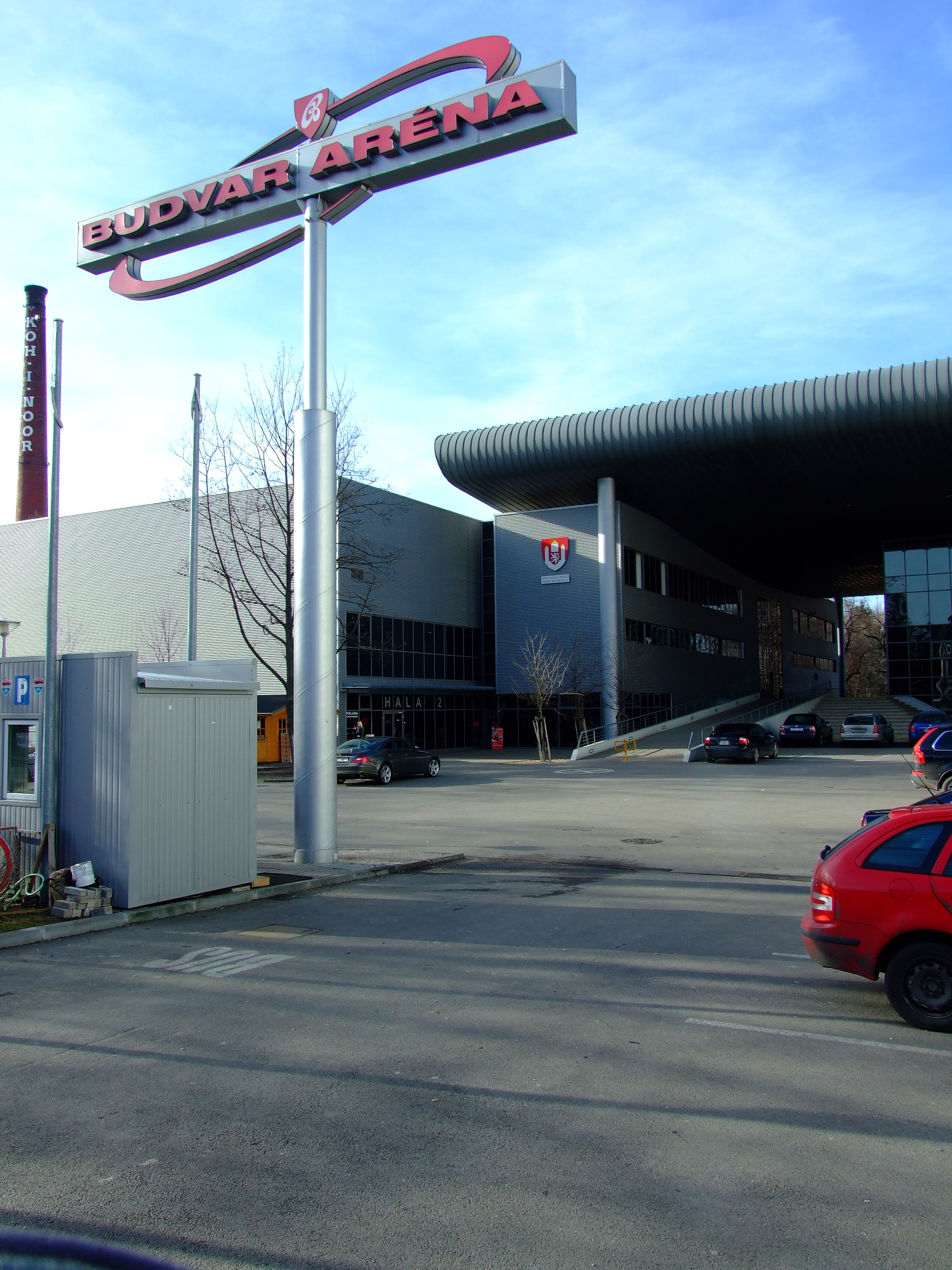
Budvar aréna.

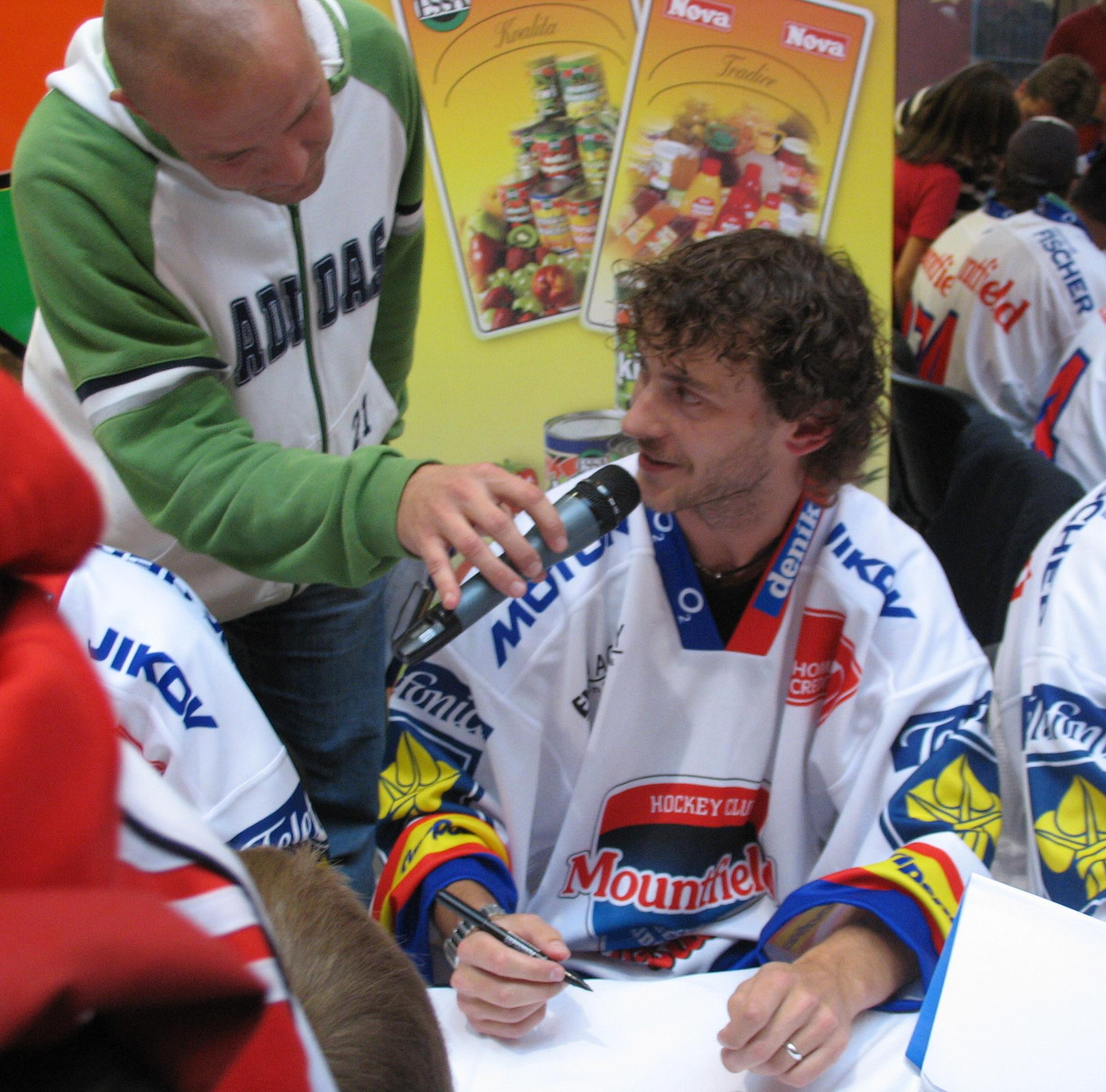
Viktor Hübl skriver autografer.

Hockey Club České Budějovice är ett ishockeylag från České Budějovice i Tjeckien. Klubben spelar i Extraliga, och har sina hemmamatcher i Budvar Arena. České Budějovice blev tjeckoslovakiska mästare 1951.
Klubben bildades 10 januari 1928 som en sammanslagning mellan Viktoria České Budějovice och Slovan České Budějovice. Klubben har haft många namn genom åren:
- 1928 : AC Stadion České Budějovice
- 1948 : Sokol Stadion České Budějovice
- 1949 : ZSJ Obchodní domy České Budějovice
- 1950 : SKP České Budějovice
- 1951 : Slavoj České Budějovice
- 1965 : TJ Motor České Budějovice
- 1993 : HC České Budějovice
- 2006 : HC Mountfield
- 2013 : HC Motor České Budějovice
- 2013 : ČEZ Motor České Budějovice